# (16363) 1979 MT4
A (16363) 1979 MT4 a Naprendszer kisbolygóövében található aszteroida. Eleanor F. Helin és Schelte J. Bus fedezte fel 1979. június 25-én.